# Liste Fritz Dinkhauser
Die Liste Fritz Dinkhauser (FRITZ) ist eine österreichische Partei, die von Fritz Dinkhauser gegründet wurde. Die Partei trat bei der Landtagswahl in Tirol 2008 erstmals als Liste Fritz Dinkhauser – Bürgerforum Tirol an und erzielte einen Stimmenanteil von 18,35 %. Damit zog die Liste Fritz Dinkhauser mit sieben Mandaten in den Landtag ein und konnte auch ein Mitglied des Bundesrats stellen. Bei der Nationalratswahl 2008 trat die Partei unter der Bezeichnung Liste Fritz Dinkhauser – Bürgerforum Österreich bundesweit an, verfehlte jedoch mit 1,8 % den Einzug in den Nationalrat. Bei der Landtagswahl in Tirol 2013 musste die Liste starke Verluste hinnehmen. Sie erreichte 5,6 Prozent und nur noch zwei Mandate. Bei der Landtagswahl in Tirol 2018 erreichte sie 5,46 % der Stimmen und wieder zwei Mandate. Im November 2018 gab Dinkhauser bekannt, beim bevorstehenden Bürgertag der Liste Fritz nicht mehr als Obmann zu kandidieren. Am 1. Dezember 2018 wurde Andrea Haselwanter-Schneider zur Obfrau der Liste Fritz Dinkhauser gewählt.

## Landtagswahl in Tirol 2008

### Programm
Die Liste Fritz Dinkhauser stellte bei der Landtagswahl in Tirol als zentrale Themen die „gerechte Verteilung, das Beenden der Seilschaften und eine Politik, die den Menschen in den Mittelpunkt stellt und nicht die Mächtigen“, in den Mittelpunkt. Zu den Zielen der Bürgerliste gehörte die politische, wirtschaftliche und soziale Erneuerung, der Kampf gegen Machtmissbrauch, eine Bildungsoffensive, leistbares Wohnen, Familienförderung, soziale Absicherung und die Förderung von Kultur und Tradition. Des Weiteren forderte die Liste Fritz Dinkhauser die Stärkung der Bundesländer und Gemeinden gegen Zentralisierungstendenzen des Bundes und die Senkung des Strompreises, Rückgabe von Grund und Boden der Agrargemeinschaften.

### Wahlziele und Wahlergebnis
Bei der Landtagswahl setzte Dinkhauser das Überspringen der Marke von zehn Prozent als Mindestziel an. Für eine mögliche Koalition präferierte er nach der Wahl eine Zusammenarbeit mit der SPÖ und den Grünen. Eine Zusammenarbeit mit Landeshauptmann Van Staa schloss Dinkhauser dezidiert aus; am 1. Juni kündigte er an, auch mit allfälligen Nachfolgern nicht zusammenarbeiten zu wollen. Drei Tage später erklärte Dinkhauser jedoch, unter Bedingungen für eine Koalition mit der ÖVP zur Verfügung zu stehen. Nachdem Meinungsumfragen der Liste zunächst 12 bis 13 Prozent, gegen Ende des Wahlkampfs sogar 17 Prozent prognostiziert hatten, erzielte die Liste bei der Wahl 61.795 Stimmen und einen Wähleranteil von 18,35 %. Damit zog die Liste Fritz Dinkhauser mit sieben Mandaten in den Tiroler Landtag ein und errang ein Bundesratsmandat. In Mieders und Kitzbühel erreichte FRITZ eine relative Mehrheit.

## Personen
Die Liste Fritz Dinkhauser kandidierte bei der Landtagswahl in Tirol 2008 mit Fritz Dinkhauser an der Spitze. Nach dem Gewinn von sieben Landtagsmandaten zog er gemeinsam mit der Listenzweiten Andrea Haselwanter-Schneider und dem Listendritten und Transitgegner Fritz Gurgiser in den Landtag ein. Weitere Tiroler Landtagsabgeordnete der Liste FRITZ wurden Andreas Brugger, Bernhard Ernst, Gottfried Kapferer und Thomas Schnitzer. Im Bundesrat wurde die Liste FRITZ bis 2012 von Stefan Zangerl, seitdem von Stefan Posch vertreten. Am 6. November 2009 verkündeten Gurgiser, der bereits zuvor aus dem Landtagsklub ausgeschlossen worden war, und Schnitzer die Gründung einer eigenen Fraktion mit dem Namen TirolKlub. Nach dem Tod von Klubobmann Bernhard Ernst am 8. Dezember 2012 wurde Andrea Haselwanter-Schneider dessen Nachfolgerin als Klubobfrau und das bisherige Mitglied des Bundesrats, Stefan Zangerl, rückte auf das Landtagsmandat nach.
Für die Nationalratswahl 2008 traten Theresia Zierler, die zuvor für die FPÖ und das BZÖ kandidiert hatte, Manfred Kölly, Gerhard Hutter und Rudolf Bernhard an.

## Landtagswahl in Tirol 2013
Bei der Tiroler Landtagswahl 2013 erhielt die Liste Fritz Dinkhauser – Bürgerforum Tirol 5,61 Prozent der Stimmen (17.785 Stimmen). Die Partei erzielte zwei Mandate und wurde von Klubobfrau Andrea Haselwanter-Schneider und Andreas Brugger bzw. dessen Nachfolgerin Isabella Gruber (ab Oktober 2015) im Landtag vertreten.
Die Ausgaben für den Wahlkampf lagen laut Rechenschaftsbericht 2013 bei 519.467 Euro.

## Landtagswahl in Tirol 2018
Bei der Landtagswahl 2018 konnte sich FRITZ behaupten. Die Liste büßte 0,15 Prozentpunkte ein und war weiterhin mit zwei Sitzen im Landtag vertreten. Markus Sint zog für FRITZ neu in den Landtag ein. Er folgte Andrea Haselwanter-Schneider am 1. Februar 2022 als Klubobmann nach.

## Landtagswahl in Tirol 2022
Bei der Landtagswahl 2022 konnte FRITZ den größten Zuwachs aller wahlwerbenden Parteien erzielen und sich von 5,46 auf 9,90 % steigern. Damit war der Gewinn eines dritten Landtagsmandates verbunden. Herwig Zöttl zog neben Andrea Haselwanter-Schneider und Markus Sint als dritter Abgeordneter in den Landtag ein.

## Finanzierung
2015 lagen die Gesamteinnahmen der Partei bei knapp 460.000 Euro, die Ausgaben bei knapp 390.000 Euro. Die Partei finanziert sich überwiegend durch öffentliche Parteienfinanzierung: 439.084 Euro Tiroler Parteienförderung erhielt die Liste Fritz 2015, der Landtagsklub erhielt darüber hinaus 141.949 Euro Klubförderung.
Laut den Rechenschaftsberichten für die Jahre 2013 bis 2015, die die Liste Fritz an den Rechnungshof übermittelt hat, erhielt die Partei in diesen Jahren keine Spenden und keine Einnahmen aus Sponsoring oder für Inserate in Parteipublikationen. Die Einnahmen aus Mitgliedsbeiträgen betrugen 2015 knapp 1.000 Euro. Einnahmen bis zu 20.000 Euro pro Jahr aus „sonstigem Vermögen“ wurden in den Rechenschaftsberichten angeführt – Details zu diesen Geldern sind dort nicht nachvollziehbar.
2008 erhielt die Liste Fritz Dinkhauser – Bürgerforum Österreich Parteienförderung in Höhe von 261.222 Euro vom Bundeskanzleramt.